# غونتر فينك
غونتر فينك (بالألمانية: Günter Fink)‏ هو عسكري ألماني، ولد في 17 مارس 1918 في برلين في ألمانيا، وتوفي في 15 مايو 1943 في هليغولاند في ألمانيا.